# Elles... Les Filles du Plessis
Pour plus de détails, voir Fiche technique et Distribution.
Elles… Les Filles du Plessis est un téléfilm français réalisé par Bénédicte Delmas, diffusé pour la première fois le 8 mars 2016 sur France 3, lors de la Journée internationale des droits des femmes.

## Synopsis
Le film commence avec l'interrogatoire de Jacqueline dans la pièce d'un commissariat, entourée d'inspecteurs. Malgré le ton des policiers envers cette jeune fille de seize ans, celle-ci est bien une victime venue porter plainte contre son voisin, à la suite d'un viol commis par cet homme envers elle. Selon le commissaire, la jeune fille a besoin de protection et elle doit être dirigée vers un foyer pour jeunes filles.

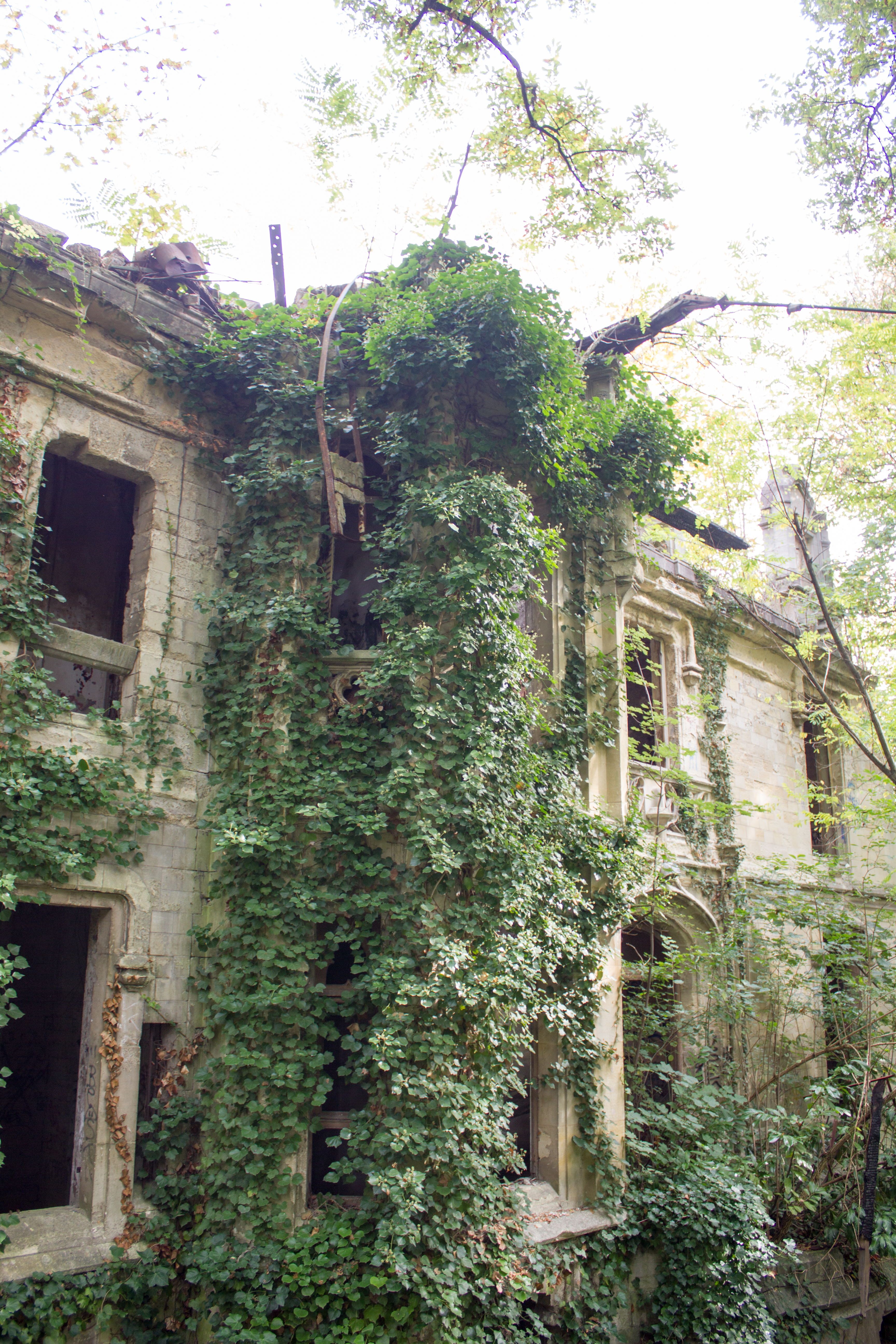
Les ruines du château de La Solitude (Ancien foyer de jeunes filles du Plessis)

Ensuite le film présente Brigitte, une autre jeune fille qui est convoquée dans le bureau du directeur de son établissement scolaire pour ce qui semble être des problèmes de comportement. Sa mère et son beau père sont présents dans le bureau et le beau-père en question n'hésite pas à frapper la jeune fille sous l'œil indifférent de la mère et du directeur. En fait, elle est enceinte et là aussi, la famille a décidé de la « placer ».
Enfin, le film présente une troisième jeune fille, prénommée Marie-France, a priori de bonne famille et qui vient directement au foyer de jeunes filles car elle est enceinte et ne peut plus continuer ses études au lycée (elle est en fait exclue) alors qu'elle est à une année du baccalauréat. C'est son père qui la dépose et lui remet de l'argent avant de la laisser dans le foyer.
Il s'agit d'un établissement accueillant des jeunes mineures enceintes vivant une situation similaire à celle des trois jeunes filles présentées au début du film. Chaque chambre de cet institut est composée de quatre lits. Le destin va ainsi rassembler Jacqueline, Brigitte et Marie-France. Dans cette chambre, la quatrième jeune fille se prénomme Claude, jeune métisse de treize ans, venue de l'île de la Réunion et qui est enceinte de son père qui l'a violée...
La directrice de l'institut est une femme autoritaire qui ne semble pas trop comprendre le désespoir de ces filles hébergées dans son établissement. Portée par une morale dépassée même pour l'époque (le film se situe au début des années 1970), cette femme aux allures bourgeoises tient des discours culpabilisants et considère que c'est l'inconduite de ces jeunes filles qui les ont conduites à être mises au ban de la société. Si le foyer n'est pas une prison, les jeunes filles sont soumises à un régime très strict avec le port d'un uniforme de couleur rose, des heures de sortie limitées et une formation peu ou pas en rapport avec la capacité. 
Dominique, l'assistante de la directrice et qui la remplace le soir et la nuit semble plus enjouée. Cette jeune femme essaye d'être proche des pensionnaires car elle milite au MLF au grand désespoir de la directrice. Les événements s'emballent quand la jeune Claude perd son enfant peu de temps après avoir été emmenée à l'hôpital et que, revenue ensuite au foyer, elle se suicide en se jetant depuis la fenêtre du bureau de la directrice situé en étage car elle ne voulait pas retourner chez son père.
Ne sachant trop ce qui s'est passé, les jeunes filles du foyer et ne sachant pas où est passé Claude, décident de manifester leur mécontentement avec Marie-France comme leader et porte-parole. D'abord elles défilent dans la rue, puis elles décident de commencer une grève de la faim. La directrice, outrée, les menace des pires représailles mais les pensionnaires ne cèdent pas. Elles ont, au sein de l'établissement, deux alliés. D'une part Aimé, l'homme à tout faire de l'établissement, très pieux mais aussi très humain qui fait tout pour aider discrètement les jeunes filles. C'est lui qui informe les pensionnaires de la mort de Claude que la directrice avait réussi à cacher et d'autre part Dominique qui, malgré son licenciement par la directrice, décide d'amener ses amies du MLF ainsi que des journalistes pour aider les jeunes mères et faire connaître leurs conditions à toute la France.
Jacqueline, quant à elle, gagne son procès contre son violeur qui écope une peine de prison ferme, fait rare pour l'époque. Grâce à cette bonne nouvelle et malgré les efforts de la directrice pour empêcher les jeunes filles de dénoncer leurs conditions, celles-ci gagneront leur combat. Le gouvernement français annule les décisions qui consistent à expulser les filles des lycées dès que l'administration constate qu'elles sont enceintes et donne les moyens aux mineures enceintes de décider ce qu'elles veulent faire de leur bébé, abandon ou garde. Jacqueline retournera chez ses parents, Marie-France retrouvera son amoureux, père de son enfant et Brigitte va tenter d'être heureuse...

## Autour du téléfilm

### Cadre
Ce téléfilm est tiré d'une histoire vraie relatant l'histoire de Claude Jourde, alors surveillante du pensionnat du Plessis à l'époque, ainsi que la révolte d'adolescentes de cette même pension qui accueillait les jeunes filles mineures enceintes durant les années 1970, qui pour la plupart ont été violées.

### Référence historique

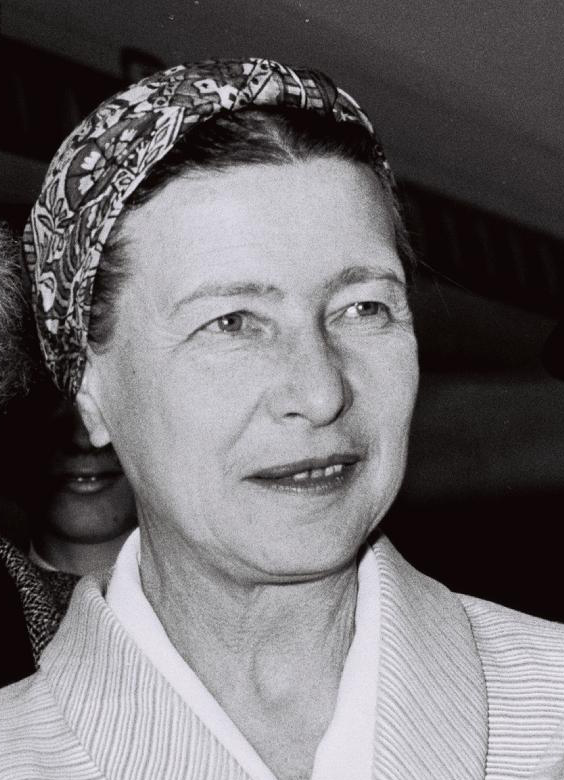
Simone de Beauvoir en 1967

Dans le début des années 1970, des adolescentes ont lutté pour l'égalité des droits des femmes dans une société alors encore très patriarcale. Il n'y a pas si longtemps, en France, les très jeunes futures mères devaient encore cacher leur ventre qualifié de « honteux » à l'époque, dans des établissements ayant pour vocation de les remettre dans « le droit chemin » alors que la majorité d'entre elles a été violée, or, à cette époque, il était interdit d'avorter, y compris en cas de viol. 
En 1971, les « filles perdues » du foyer pour adolescentes enceintes du château de la Solitude (Le Plessis-Robinson) se sont révoltées en lançant une grève de la faim. Si leur mouvement n'a guère été relayé à l'époque par les journaux, leurs cris ont été entendus jusqu'à la capitale par Simone de Beauvoir. Touchée par leur sort, l'auteure engagée de l'intelligentsia a décidé de leur rendre visite et de leur apporter son soutien. À la suite de ce courageux mouvement, le pensionnat ferma définitivement ses portes en 1976.

### Rediffusion
- Le 12 février 2019 sur France 5.

## Fiche technique
- Titre français : Elles… Les Filles du Plessis
- Réalisation : Bénédicte Delmas
- Scénario : Bénédicte Delmas et Sylvie Granotier
- Photographie : Marc Tevanian
- Production : David Kodsi
- Photographe de plateau : Rémy Grandroques
- Société de production : K'IEN productions
- Pays d'origine :  France
- Ville de tournage: Lille, Saint Amand Les Eaux[3]
- Date de première diffusion : 8 mars 2016 sur France 3

## Distribution
- Sandrine Bonnaire : la directrice
- Blandine Bellavoir : Dominique
- Jean-Michel Martial : Aimé
- Roxane Bret : Marie-France
- Noémie Merlant : Brigitte
- Camille Aguilar : Jacqueline
- Nastasia Caruge : Claude

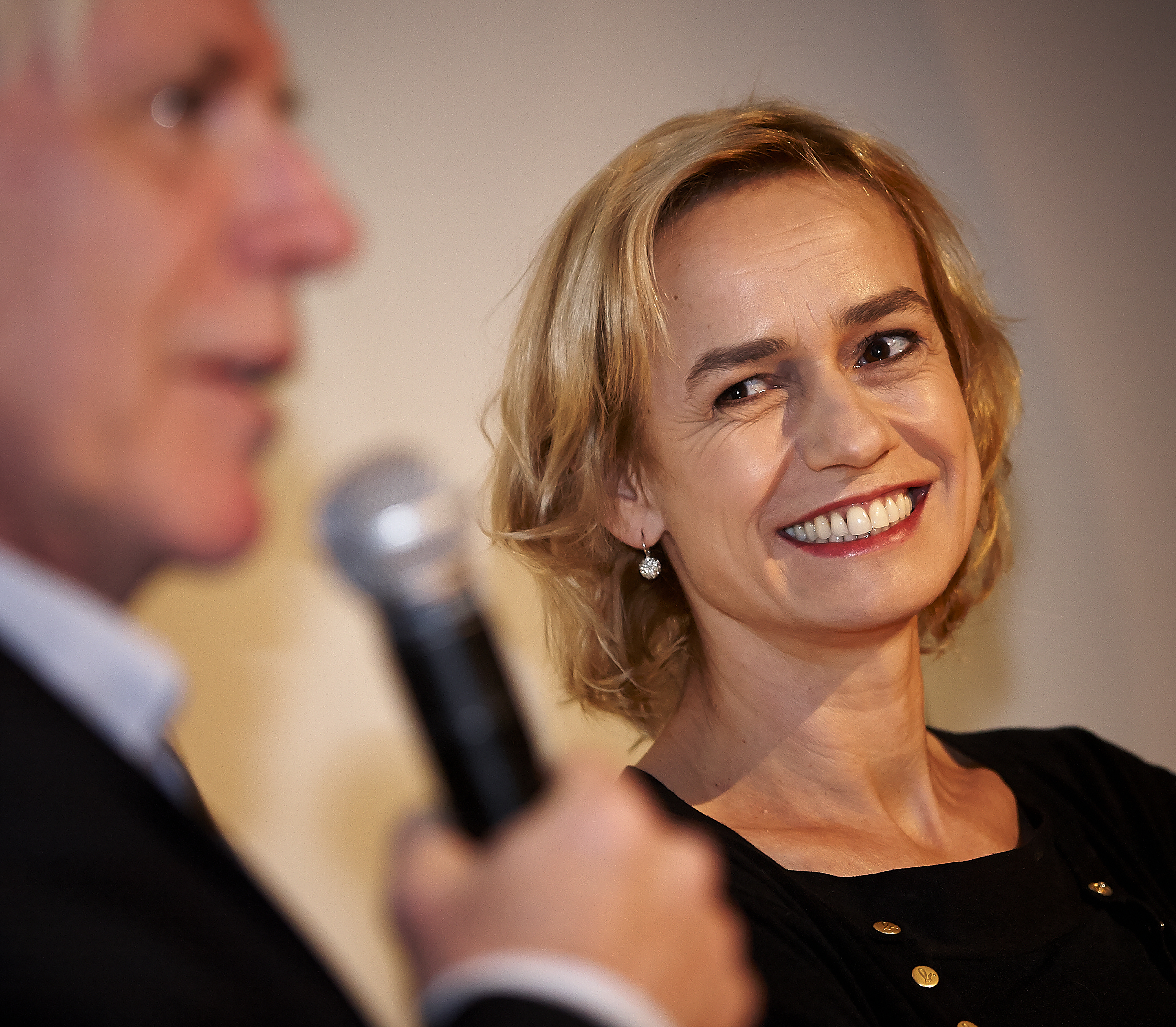
Sandrine Bonnaire

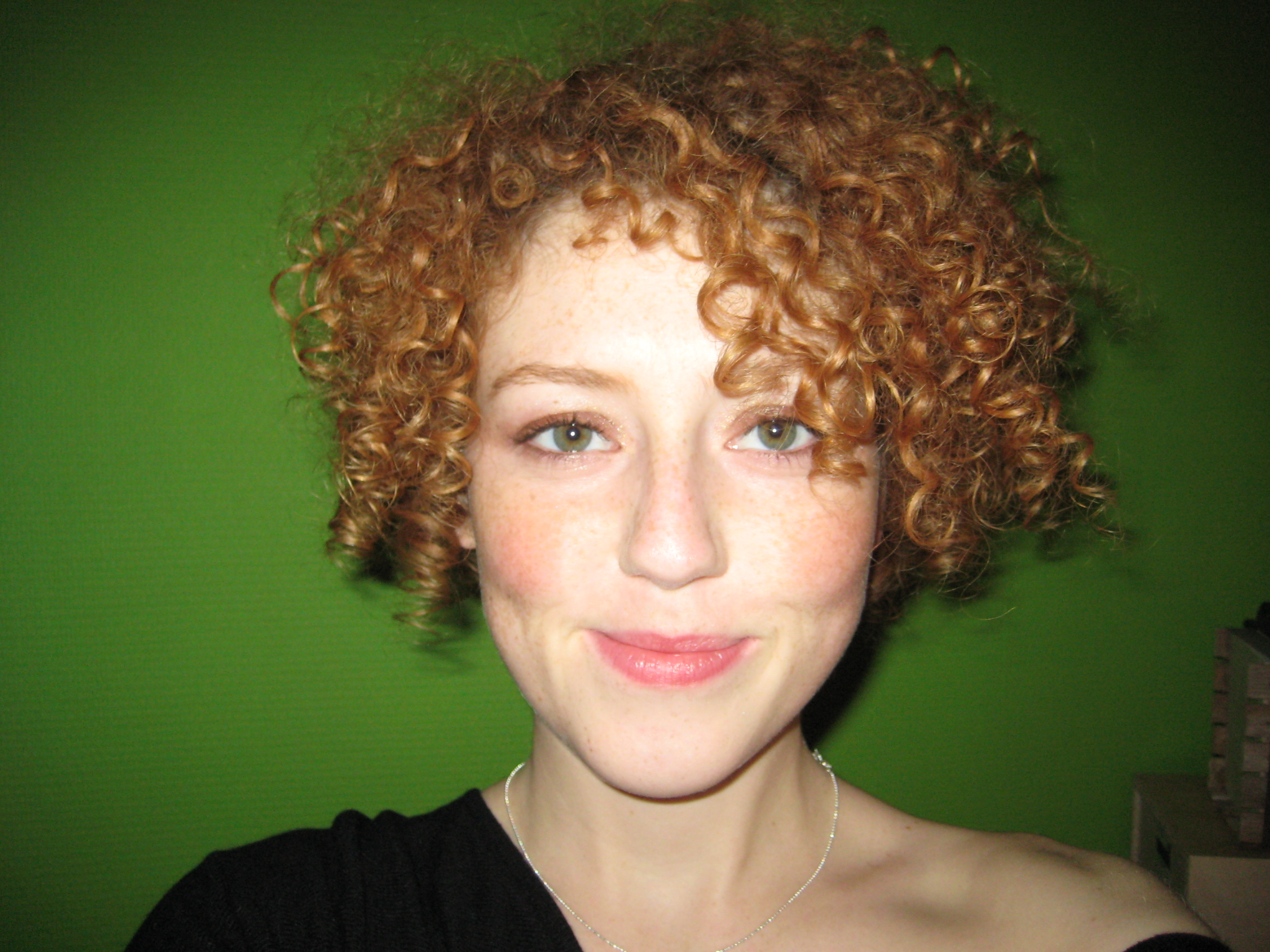
Blandine Bellavoir

- Vincent Primault : père de Jacqueline
- Gaëlle Fraysse : mère de Marie-France
- Franck Sémonin : père de Marie-France
- Arnaud Binard : avocat de la défense
- Charles Schneider : inspecteur du rectorat

## Genèse du projet
C'est en lisant la biographie de Simone de Beauvoir Simone de Beauvoir, côté femme, que Bénédicte Delmas, actrice et réalisatrice, découvre brièvement l'histoire d'une grève de la faim de jeunes femmes dans un institut pour « filles perdues », un institut qui s'occupait des mineures enceintes au début des années 1970. Afin d'en savoir plus sur le sujet, elle se rend au Centre audiovisuel Simone de Beauvoir, où elle découvre le documentaire de 1974, Les Enfants du gouvernement, un film relatant ces évènements qui secouèrent l’institution du Plessis-Robinson.
Bénédicte Delmas rencontre alors la réalisatrice de ce documentaire, Claude Jourde, qui se révèle être une ancienne surveillante de l'institution. Son témoignage convainc définitivement Bénédicte Delmas de devoir raconter la révolte de ces adolescentes dans la France des années 1970. Un sujet délicat que la réalisatrice mettra dix ans à concrétiser, d'abord avec le soutien du producteur David Kodsi, puis de la comédienne Sandrine Bonnaire.

## Musique
- La chanson Les Rois mages de Sheila y est proposée durant le générique donnant ainsi un indice sur la période concernée par les événements décrits dans le téléfilm.

## Audiences
Ce téléfilm a créé la surprise lors de sa première diffusion car France 3 arrive en tête des audiences, devant la série américaine Person of Interest diffusée sur TF1. Un très beau succès avec 4,9 millions de téléspectateurs, et 20 % de part de marché[réf. nécessaire].

## Prix et distinctions
- Festival des créations télévisuelles de Luchon 2016[5] :
  - Prix du Public de la Meilleure Fiction unitaire
  - Mention Spéciale Prix du Meilleur Espoir Féminin
  - Mention spéciale Prix du Meilleur Scénario